# ロバート・ワンギラ
ロバート・ワンギラ（Robert Wangila、1967年9月3日 - 1994年7月24日）は、ケニアの男子プロボクサー。ナイロビ出身。ソウルオリンピックウェルター級金メダリスト。
現役時代の戦績はプロボクシング転向後27戦22勝（16KO）5敗を記録している。

## 経歴

### アマチュア時代
1987年に地元ナイロビで開かれたアフリカ競技大会でフェザー級金メダルを獲得。
1988年ソウルオリンピックに出場。2回戦にシードされ、決勝で後のWBAジュニアミドル級王者ローラン・ブードゥアニをKOで降し金メダル獲得。2022年現在、陸上競技以外においてケニアがオリンピックで獲得した唯一の金メダルとなっている。

### プロ
1989年に渡米してプロ転向。27戦22勝（16KO）5敗の成績を残した。

### 死亡
1994年7月22日、ラスベガスでのデビッド・ゴンザレス戦でレフェリーストップを受けTKO負け。試合後、控え室で昏睡状態に陥り、36時間後に死亡した。
1992年にイスラム教徒だった妻と結婚し、自身も改宗している。妻の意向もありイスラム式に埋葬された。